# H.O.T.
H.O.T. (hangul: 에이치오티) var ett sydkoreanskt pojkband bildat 1996 av SM Entertainment och som upplöstes 2001.
Gruppen bestod av de fem medlemmarna Heejoon, Woohyuk, Tony Ahn, Kangta och Jaewon.

## Medlemmar
| Artistnamn    | Artistnamn | Födelsenamn   | Födelsenamn | Födelsedatum    |
| Romanisering  | Hangul     | Romanisering  | Hangul      | Födelsedatum    |
| ------------- | ---------- | ------------- | ----------- | --------------- |
| Moon Hee-joon | 문희준     | Moon Hee-joon | 문희준      | 14 mars 1978    |
| Jang Woo-hyuk | 장우혁     | Jang Woo-hyuk | 장우혁      | 8 maj 1978      |
| Tony An       | 토니 안    | Ahn Seung-ho  | 안승호      | 7 juni 1978     |
| Kangta        | 강타       | Ahn Chil-hyun | 안칠현      | 10 oktober 1979 |
| Lee Jae-won   | 이재원     | Lee Jae-won   | 이재원      | 5 april 1980    |

## Diskografi

### Album
| Albuminformation                                                       | Topplacering          |
| Albuminformation                                                       | Sydkorea (Gaon Chart) |
| ---------------------------------------------------------------------- | --------------------- |
| We Hate All Kinds of Violence (Studioalbum) - Släppt: 7 september 1996 | —                     |
| Wolf and Sheep (Studioalbum) - Släppt: 11 juli 1997                    | —                     |
| Resurrection (Studioalbum) - Släppt: 24 september 1998                 | —                     |
| I Yah! (Studioalbum) - Släppt: 15 september 1999                       | —                     |
| Outside Castle (Studioalbum) - Släppt: 29 september 2000               | —                     |

### Singlar
| År   | Titel                                 | Topplacering          |
| År   | Titel                                 | Sydkorea (Gaon Chart) |
| ---- | ------------------------------------- | --------------------- |
| 1996 | "Warrior's Descendant"                | —                     |
| 1996 | "Candy"                               | —                     |
| 1997 | "Wolf and Sheep"                      | —                     |
| 1997 | "Full of Happiness"                   | —                     |
| 1997 | "We Are the Future"                   | —                     |
| 1998 | "Line Up!"                            | —                     |
| 1998 | "Hope"                                | —                     |
| 1999 | "I Yah!"                              | —                     |
| 1999 | "Git It Up"                           | —                     |
| 1999 | "It's Been Raining Since You Left Me" | —                     |
| 2000 | "Outside Castle"                      | —                     |
| 2000 | "We Can Do It"                        | —                     |
| 2000 | "A Song For Lady"                     | —                     |